# Convento de la Santísima Trinidad (Cuéllar)
El convento de la Santísima Trinidad es un edificio situado en la villa de Cuéllar, provincia de Segovia (España).

## Descripción
El monasterio fue fundado a media legua de la población y junto al río Cerquilla en el año 1219 por el inglés fray Thomas Wals, y en 1554 fue trasladado a la antigua iglesia de San Blas, de estilo mudéjar situada junto a la muralla de la ciudadela. La refundación fue llevada a cabo por las hermanas Francisca y Ana de Bazán, damas cuellaranas pertenecientes a la pequeña nobleza de la villa y hermanas del conquistador Alonso de Bazán.
Sobre el ábside mudéjar se construyó la nueva iglesia de estilo gótico, finalizada en 1764 con un amplio camarín edificado a espaldas de la sacristía.
En el último tercio del siglo XVI fue ministro del convento el vallisoletano San Simón de Rojas, que llamó la atención de los duques de Alburquerque por la dedicación a la religión, a los enfermos y a los pobres, aunque la noticia más destacada de su presencia por el convento fue la concesión de un terreno para construir la sacristía de la iglesia que consiguió del concejo y el duque.
El paso de los franceses por el convento durante la Guerra de la Independencia Española fue devastador. La primera partida llegó el 24 de septiembre de 1809, comenzando el expolio quemando gran parte del archivo conventual y robando algunas alhajas. A principios de noviembre del mismo año llegó otra partida, que forzó las puertas del convento y se apoderó de todo lo que tenía algún valor: ropas, ornamentos, tubos del órgano, utensilios... Con los ornamentos hicieron parodias por las calles de Cuéllar, y el fuego fue alimentado con sillas, mesas y con la vasta biblioteca del convento de la que no se salvó ni un solo ejemplar.
Una vez finalizada la guerra el convento fue restaurado, y estuvo habitado hasta 1835 en que por las leyes de la desamortización el Estado se incautó de sus bienes y fue exclaustrado; el edificio salió a subasta pública, y fue adquirido por una familia de ilustres abogados que respetando la estructura original del templo, hizo de la iglesia conventual su residencia, conformando la vivienda en la actualidad un museo del siglo XIX, con un espléndido jardín romántico en el espacio que ocupó la huerta conventual.
En el año 2009 ha sido incluido en la Lista Roja de Patrimonio en peligro.